# James Robert Knox
James Robert Knox (Bayswater, 2 marzo 1914 – Roma, 26 giugno 1983) è stato un cardinale e arcivescovo cattolico australiano.
Fu nominato cardinale della Chiesa cattolica da papa Paolo VI.

## Biografia
Nacque nell'Australia occidentale, da una famiglia di origine irlandese.
Studiò in Australia e poi alla Pontificia università urbaniana, chiamata anche Pontificio ateneo Urbaniano. Fu ordinato sacerdote a Roma il 22 dicembre 1941 dal cardinal Pietro Fumasoni Biondi, prefetto della Congregazione di Propaganda Fide. Dal 1941 al 1949 fu cappellano e vicerettore della Pontificia università Urbaniana, nel 1948 entrò nella Segreteria di Stato della Santa Sede, nel 1949 nel comitato organizzatore dell'Anno Santo e nella Radio Vaticana.
Dal 1950 al 1953 fu segretario del delegato apostolico in Giappone.
Il 20 luglio 1953 fu nominato arcivescovo titolare di Melitene e delegato apostolico nell'Africa britannica. Fu consacrato a Roma l'8 novembre dello stesso anno dal cardinale Celso Benigno Luigi Costantini.
Il 14 febbraio 1957 fu nominato internunzio apostolico in India e delegato apostolico in Birmania e Ceylon: tra i suoi incarichi ebbe quello di organizzare la storica visita di papa Paolo VI in India nel dicembre del 1964.
Il 13 aprile 1967 fu nominato arcivescovo di Melbourne.
Papa Paolo VI lo elevò al rango di cardinale nel concistoro del 5 marzo 1973 con il titolo di Santa Maria in Vallicella.
Il 25 gennaio 1974 fu nominato prefetto della Congregazione per i Sacramenti e il Culto Divino e il 1º luglio 1974 rinunciò alla sua arcidiocesi.
Partecipò ad entrambi i conclavi del 1978, che elessero papa Giovanni Paolo I e papa Giovanni Paolo II.
Morì a Roma e fu sepolto nella cripta della cattedrale di Melbourne.

## Genealogia episcopale e successione apostolica
La genealogia episcopale è:
- Cardinale Scipione Rebiba
- Cardinale Giulio Antonio Santori
- Cardinale Girolamo Bernerio, O.P.
- Arcivescovo Galeazzo Sanvitale
- Cardinale Ludovico Ludovisi
- Cardinale Luigi Caetani
- Cardinale Ulderico Carpegna
- Cardinale Paluzzo Paluzzi Altieri degli Albertoni
- Papa Benedetto XIII
- Papa Benedetto XIV
- Papa Clemente XIII
- Cardinale Marcantonio Colonna
- Cardinale Giacinto Sigismondo Gerdil, B.
- Cardinale Giulio Maria della Somaglia
- Cardinale Carlo Odescalchi, S.I.
- Cardinale Costantino Patrizi Naro
- Cardinale Lucido Maria Parocchi
- Cardinale Pietro Respighi
- Cardinale Pietro La Fontaine
- Cardinale Celso Costantini
- Cardinale James Robert Knox

La successione apostolica è:
- Vescovo Eberhard Hermann Spiess, O.S.B. (1953)
- Cardinale Adam Kozłowiecki, S.I. (1955)
- Arcivescovo Ireneus Wien Dud (1955)
- Vescovo Elias Mchonde (1956)
- Cardinale Maurice Michael Otunga (1957)
- Vescovo John of the Cross Anyogu (1957)
- Cardinale Lawrence Trevor Picachy, S.I. (1962)
- Vescovo Francisco Xavier da Piedade Rebello (1963)
- Vescovo Mathias Sebastião Francisco Fernandes (1964)
- Arcivescovo Alphonsus Mathias (1964)
- Vescovo Ignatius Gopu, M.S.F.S. (1964)
- Vescovo Ambrose Papaiah Yeddanapalli, O.F.M. (1964)
- Vescovo Basil Salvadore D'Souza (1965)
- Arcivescovo Anthony Rayappa Arulappa (1966)
- Arcivescovo Raul Nicolau Gonsalves (1967)
- Vescovo Alfred Fernández (1967)
- Arcivescovo Justin Diraviam (1967)
- Vescovo Ronald Austin Mulkearns (1968)
- Vescovo John Anthony Kelly (1973)
- Arcivescovo Thomas Francis Little (1973)
- Vescovo Eric Gerard Perkins (1973)
- Arcivescovo Antonio Magnoni (1980)